# Tourbière et lac des Saisies
Tourbière et lac des Saisies este o arie protejată (sit de importanță comunitară — SCI) din Franța întinsă pe o suprafață de 288 ha, integral pe uscat.

## Localizare
Centrul sitului Tourbière et lac des Saisies este situat la coordonatele 45°46′15″N 6°31′08″E / 45.77083°N 6.51889°E.

## Înființare
Situl Tourbière et lac des Saisies a fost declarat arie specială de conservare în baza directivei 92/43 din 1992 referitoare la conservarea habitatelor naturale și a faunei și florei sălbatice pentru a proteja 1 specie de plante.

## Biodiversitate
Situată în ecoregiunea alpină, aria protejată conține 5 habitate naturale: Turbării active, Mlaștini turboase de tranziție și turbării mișcătoare, Lacuri și iazuri distrofice naturale, Mlaștini împădurite, Păduri acidofile de Picea de la nivel montan la nivel alpin (Vaccinio-Piceetea).
La baza desemnării sitului se află o specie protejată de  plante: Buxbaumia viridis.
Pe lângă speciile protejate, pe teritoriul sitului au mai fost identificate 11 specii de plante, 6 specii de păsări, 1 specie de amfibieni, 8 specii de nevertebrate, 5 specii de pești, 1 specie de reptile.